# 逢渠桥
逢渠桥位于中国江西省宜春市宜丰县同安乡石陂村的洞山境内，2013年被列为全国重点文物保护单位。
逢渠桥建于北宋绍圣五年（1098年），是庐山观音桥、阁皂山鸣水桥之外，在江西境内发现的第三座有绝对纪年的北宋石拱桥。逢渠桥旁的普利禅寺为唐良价禅师创建，为曹洞宗祖庭。